# Rudolf von Rüdesheim
Rudolf von Rüdesheim (* 1402 in Rüdesheim am Rhein; † 17. Januar 1482 in Breslau, Fürstentum Breslau) war von 1463 bis 1468 Fürstbischof von Lavant und danach Fürstbischof von Breslau.

## Herkunft und Werdegang

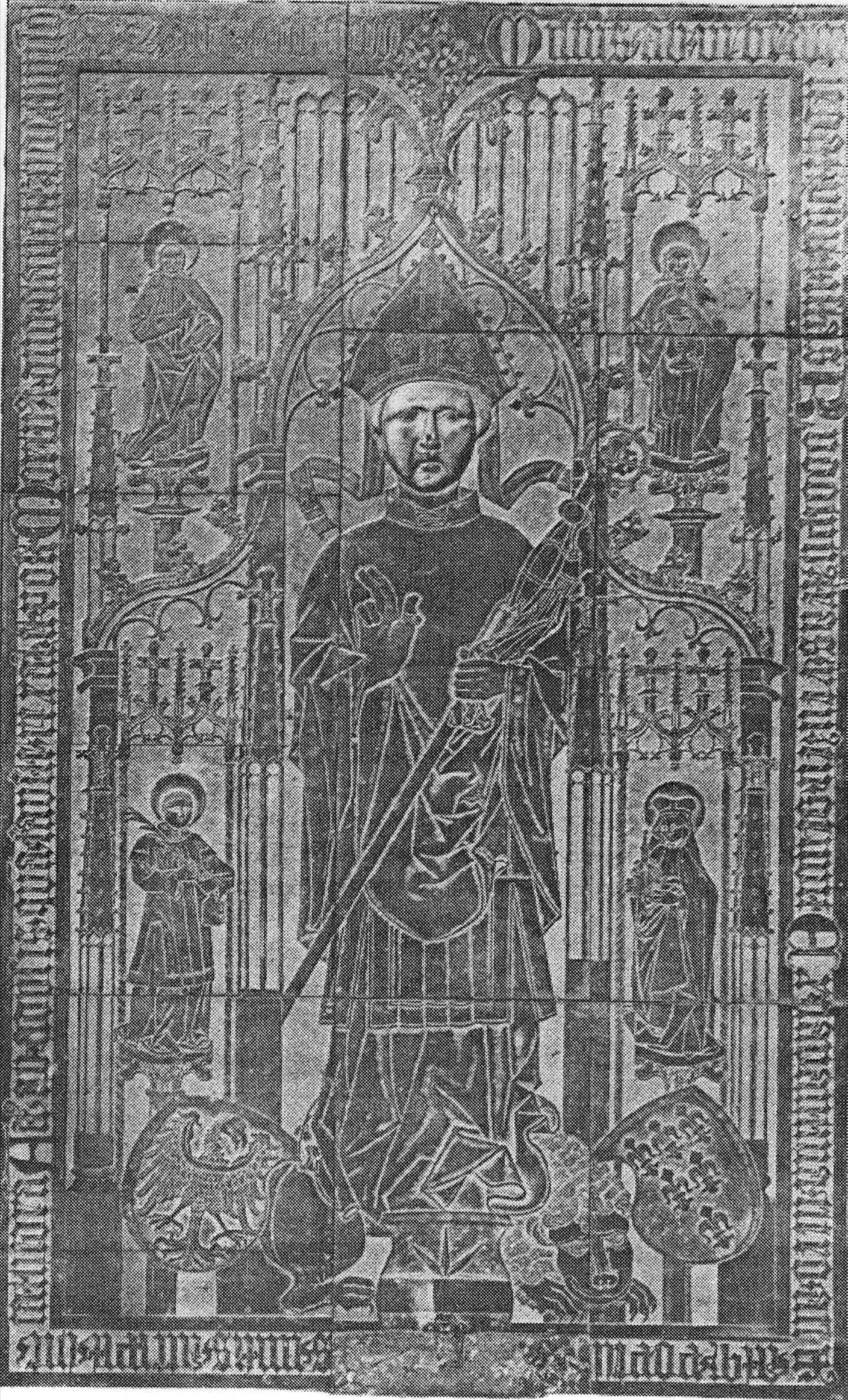
Rudolf von Rüdesheim: Epitaph im Breslauer Dom

Rudolf entstammte einer bürgerlichen Familie aus Rüdesheim. Seine Eltern waren Heinrich Hecker und Katharina. Von 1422 bis 1426 studierte er in Heidelberg und anschließend zwei Jahre in Rom, wo er 1428 den akademischen Grad eines Dr. decretorum erwarb. 1429 ernannte ihn der Papst zum Propst des Paulusstifts in Worms. Schon bald hatte er auch Kanonikate im Bistum Mainz und in Freising inne. Nachdem er seit 1433 das Bistum Worms beim Konzil von Basel vertrat, wurde er 1435 Domherr, 1446 Wormser Domdekan und schließlich Dompropst. Er unternahm mehrere Gesandtschaftsreisen: 1435 nach Trier, 1437 als kaiserlicher Legat nach Avignon, 1438 zum Deutschen Orden und 1439 nach Lausanne zu Papst Felix V. 1446 wurde er Generalvikar des Bistums Worms, 1454 Referendar Papst Pius II. 1460 bis 1470 war er Propst des Stiftes St. Viktor vor Mainz.
1435 wurde er Konzilsrichter, zunächst Auditor Rotae, dann Auditor Camerae. Als Konzilspräses der Deutschen Nation begegnete er 1444 Nikolaus von Kues und Eneo Silvio de Piccolomini, dem späteren Papst Pius II. 1454 vertrat er den Mainzer Erzbischof beim Regensburger Reichstag. 1458 ernannte ihn Papst Pius II. zum Referendar für deutsche Angelegenheiten, 1461 zum päpstlichen Legaten und 1462 zum päpstlichen Nuntius auf dem Reichstag.
1441 wurde er durch Kaiser Friedrich III. in den Adelsstand erhoben. Wegen seiner juristischen und diplomatischen Gewandtheit war Rudolf auch Berater des Königs Albrecht II. und des Kaisers Friedrich III., für den er 1463 am Vertrag von Ödenburg maßgeblich beteiligt war. Im selben Jahr bestellte ihn der Papst zum Schiedsrichter im Streit zwischen dem Herzog von Tirol und dem Brixener Bischof Nikolaus von Kues.

### Bischof von Lavant
Nach dem Tod des Lavanter Bischofs Theobald Schweinpeck ernannte der Salzburger Erzbischof 1463 Rudolf von Rüdesheim zu dessen Nachfolger.

### Fürstbischof von Breslau
In seiner Eigenschaft als päpstlicher Legat für Deutschland und Böhmen organisierte Rudolf von Rüdesheim seit 1464 von Breslau aus den Widerstand der antihussitischen Kräfte gegen Georg von Podiebrad. Wohl deshalb wurde er nach dem Tod des Breslauer Bischofs Jodok von Rosenberg am 20. Januar 1468 vom Domkapitel einstimmig zum Bischof gewählt und drei Monate später vom Papst in diesem Amt bestätigt.
1469 unterstützte er im päpstlichen Auftrag die Wahl von Matthias Corvinus zum König von Böhmen und gefährdete dadurch in den folgenden Hussitenkämpfen seine Position als Breslauer Bischof und Landesherr des Bistumslandes Neisse-Grottkau. Mit den Friedensverhandlungen von Brünn (1477–1478) und Olmütz (1479) wurden die kriegerischen Auseinandersetzungen beendet.
1473 und 1475 hielt Rudolf Diözesansynoden ab, deren Statuten als erster Breslauer Druck bei dem späteren Kanonikus Caspar Elyan veröffentlicht wurden. 1476 verfügte er, dass alle Breslauer Kanoniker künftig einen akademischen Grad vorweisen müssen. Für sein Bistumsland erwarb er die Städte Freiwaldau und Zuckmantel.
Rudolf von Rüdesheim wurde im Breslauer Dom beigesetzt.